# A Sceptic's Universe
A Sceptic's Universe è il primo studio album della progressive metal band norvegese Spiral Architect.
Le sonorità del disco richiamano quelle di certe band progressive, quali Spastic Ink, Sieges Even, Psychotic Waltz e Watchtower, per la loro estremizzazione delle parti strumentali, ritmiche e melodiche.

## Tracce
1. Spinning – 3:24
2. Excessit – 6:13
3. Moving Spirit – 3:45
4. Occam's Razor – 1:33
5. Insect – 5:54
6. Cloud Constructor – 5:25
7. Conjuring Collapse – 6:30
8. Adaptability – 4:35
9. Fountainhead – 6:30
10. Prelude To Ruin (bonus track versione giapponese) – 7:32

## Formazione
- Øyvind Hægeland - voce, tastiere
- Steinar Gundersen - chitarra
- Kaj Gornitzka - chitarra
- Lars K. Norberg - basso
- Asgeir Mickelson - batteria
- Sean Malone - Guest Chapman Stick su Occam's Razor